# 二色视觉
二色视觉是指眼睛只通過兩種類型的视锥细胞觀察事物。具有二色视觉的生物被称为二色视者。二色视者可見的色域由兩種類型的视锥细胞共同決定。人類一般是三色視者，若是有人是二色视者，那他就屬於色觉缺陷患者，此時他眼睛中的三種類型的视锥细胞中有一種缺失或不起作用。